# Media franchise
Il termine inglese media franchise (o, più comunemente, franchise) si riferisce alla costruzione di un marchio che viene sfruttato per diversi prodotti dell'industria dello spettacolo e dell'intrattenimento.

## Caratteristiche
Il franchise crea una marca, un marchio collegato a un prodotto principale o a un evento, come può essere un film o un fumetto, ed esso viene sfruttato per aumentare gli incassi con lo sviluppo di mercati aggiuntivi e merchandising di ogni tipo: DVD, videogiochi, gadget e prodotti di cartoleria, spin-off televisivi, tie-in, ecc. Nel caso in cui il prodotto iniziale preveda lo svilupparsi di una storia (come nel caso di romanzi, film e fumetti), i prodotti derivati non necessariamente apparterranno allo stesso universo narrativo. Lo sfruttamento del "marchio", una volta affermato, va a volte anche a intersecarsi con altri prodotti (nel senso più ampio del termine) già affermati, come nel caso delle attrazioni realizzate in parchi a tema già esistenti.

## Nel cinema
I franchise cinematografici attingono spesso a diverse aree della cultura popolare, generalmente alla narrativa, soprattutto ai best seller, come ad esempio le opere di J. R. R. Tolkien della serie Il Signore degli Anelli, o quelle di J. K. Rowling della serie Harry Potter. I franchise cinematografici possono anche essere tratti dai fumetti (ad esempio, Batman o Spider-Man), dai videogiochi (come Resident Evil), o dalle serie televisive (come è accaduto per Star Trek). Non mancano i franchise cinematografici che non sono basati né su libri né su altri media, ma nascono direttamente dal successo inaspettato di una pellicola con una sceneggiatura originale: Scream, Halloween, Shrek. Altri esempi di franchise nel cinema sono Rocky, Indiana Jones, Pirati dei Caraibi, Jurassic Park, Avatar, Guerre stellari, Matrix, Hunger Games, Mad Max e Monsterverse. Le due formule principali adottate dal franchise cinematografico sono i serial e i sequel, che mantengono alta l'attenzione degli spettatori fino all'uscita nelle sale dell'episodio successivo.

### Sistema distributivo
Questo tipo di film punta alla penetrazione nel mercato globale, usando un sistema di distribuzione su scala mondiale e programmando le uscite nelle sale dei diversi paesi in modo sempre più ravvicinato, poggiando su campagne di marketing planetarie che sfruttano la convergenza mediatica per ampliare i canali di promozione del film e del merchandising a esso correlato. Il processo di vendita del prodotto film diventa, così, più importante del processo produttivo che, nonostante i budget milionari, ha costi inferiori rispetto a quelli della fase di distribuzione e marketing, con la conseguenza di una maggiore attenzione agli aspetti legati alla vendita del prodotto che ai contenuti.